# Ferry de Verneuil
 (octobre 2023).
Si vous disposez d'ouvrages ou d'articles de référence ou si vous connaissez des sites web de qualité traitant du thème abordé ici, merci de compléter l'article en donnant les références utiles à sa vérifiabilité et en les liant à la section « Notes et références ».
Pour les articles homonymes, voir Verneuil.
Ferry de Verneuil, chevalier, était maréchal de France en 1272 ainsi qu’il apert d’un registre de la Chambre des comptes de Paris.
En cette qualité, tous les seigneurs qui furent mandés à Tours d’ordre du roi, comparurent devant lui en cette ville. Il est mort en 1283.